# Hulingsryd (naturreservat)
Hulingsryd är ett naturreservat i Hultsfreds kommun i Kalmar län.
Området är naturskyddat sedan 2006 och är 10 hektar stort. Reservatet besår av lövskog och barrskog och en lite våtmark. . 